# 查爾斯·尼克·布朗

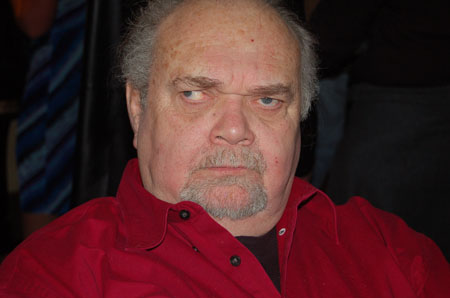
Charles N. Brown.

查爾斯·尼克·布朗（Charles Nikki Brown，1937年6月24日—2009年7月12日） 是《Locus》的共同創辦人和編輯。《Locus》是新聞和評論雜誌，處理科幻與奇幻小說的文學流派。
1937年6月24日在紐約布魯克林出生，他在City College就讀，直到1956年，他加入美國海軍，並服役3年。接著，他做核子工程師，並之後在1975年成為全職科幻編輯。